# Norddjurs Kommune
Norddjurs Kommune ist eine dänische Kommune im Osten Jütlands. Sie entstand am 1. Januar 2007 im Zuge der Kommunalreform durch Vereinigung der bisherigen Kommunen Grenaa, Nørre Djurs und Rougsø sowie des östlichen Teils der Kommune Sønderhald, alle im Århus Amt.
Norddjurs Kommune besitzt eine Gesamtbevölkerung von 36.658 Einwohnern (Stand 1. Januar 2025) und eine Fläche von 721,00 km². Sie ist Teil der Region Midtjylland.

## Kirchspielsgemeinden und Ortschaften in der Kommune
Auf dem Gemeindegebiet liegen die folgenden Kirchspielsgemeinden (dän.: Sogn) und Ortschaften mit über 200 Einwohnern  (byområder (dt.: „Stadtgebiete“) nach Definition der Statistikbehörde); Einwohnerzahl am 1. Januar 2025, bei einer eingetragenen Einwohnerzahl von Null hatte der Ort in der Vergangenheit mehr als 200 Einwohner:
| Sogn               | Einwohner            | Ortschaft       | Einwohner  |
| ------------------ | -------------------- | --------------- | ---------- |
| Albøge Sogn        | 1. Juli 2021: 00.286 |                 |            |
| Anholt Sogn        | 127                  |                 |            |
| Auning Sogn        | 3.551                | Auning          | 3.330      |
| Enslev Sogn        | 213                  |                 |            |
| Estruplund Sogn    | 277                  |                 |            |
| Fausing Sogn       | 452                  |                 |            |
| Fjellerup Sogn     | 661                  | Fjellerup       | 384        |
| Ginnerup Sogn      | 471                  |                 |            |
| Gjerrild Sogn      | 571                  | Gjerrild        | 412        |
| Gjesing Sogn       | 656                  | Gjesing         | 298        |
| Glesborg Sogn      | 1.009                | Glesborg        | 607        |
| Grenaa Sogn        | 13.197               | Grenaa Lyngby   | 14.127 300 |
| Hammelev Sogn      | 250                  |                 |            |
| Hemmed Sogn        | 878                  | Bønnerup Strand | 656        |
| Hoed Sogn          | 175                  | Balle           | 39         |
| Holbæk Sogn        | 360                  | Holbæk          | 220        |
| Homå Sogn          | 227                  |                 |            |
| Karlby Sogn        | 99                   |                 |            |
| Kastbjerg Sogn     | 236                  |                 |            |
| Lyngby Sogn        | 1. Juli 2021: 01.467 |                 |            |
| Lyngby-Albøge Sogn | 1.680                | Trustrup        | 776        |
| Nørager Sogn       | 695                  | Nørager         | 319        |
| Rimsø Sogn         | 274                  |                 |            |
| Stenvad Sogn       | 490                  | Stenvad         | 260        |
| Udby Sogn          | 194                  |                 |            |
| Veggerslev Sogn    | 174                  |                 |            |
| Vejlby Sogn        | 1.855                | Allingåbro      | 1.813      |
| Vester Alling Sogn | 126                  |                 |            |
| Villersø Sogn      | 151                  |                 |            |
| Vivild Sogn        | 1.083                | Vivild          | 764        |
| Voer Sogn          | 207                  |                 |            |
| Voldby Sogn        | 645                  | Voldby          | 357        |
| Ørsted Sogn        | 1.828                | Ørsted          | 1.333      |
| Ørum Sogn          | 1.219                | Ramten Ørum     | 221 691    |
| Øster Alling Sogn  | 491                  | Øster Alling    | 288        |
| Ålsø Sogn          | 1.855                | Ålsrode         | 202        |

1. 1 2 3  Lyngby Sogn und Albøge Sogn  wurde am 1. Oktober 2021 zum Lyngby-Albøge Sogn zusammengelegt.
2. 1 2 3  Stenvad Sogn wurde am 3. Dezember 2000 aus Teilen des Glesborg Sogn und des Ørum Sogn gebildet.
3. ↑  Balle liegt zum größten Teil auf dem Gebiet der Syddjurs Kommune.
4. ↑  Ålsrode hatte 2017 erstmals weniger als 200 Einwohner.